# 방위병
방위병(防衛兵)은 1969년부터 1994년까지 존재하던 대한민국의 전환, 대체복무제도이다.
1995년 1월 1일 방위소집제도(防衛召集制度)는 상근예비역 및 사회복무요원이 신설, 시행되면서 폐지되었다.
방위병은 향토방위업무를 수행하는 육군, 해군, 해병대, 공군(이후 상근예비역의 경우 공군에는 없음)의 군부대, 경찰관서 내 타격대(5분 대기조), 예비군 무기고, 예비군 중대, 기타 부대 내 전투병 또는 비전투병의 임무나 시, 군, 구청, 읍, 면, 동사무소에서 병무행정 보조업무를 수행하였다.
방위소집제도가 존재하던 당시 징병검사에서 보충역으로 판정되어 방위소집대상으로 되는 경우에는 신체등급 4급인 경우 외에도 당시의 병역처분 기준에 따라 학력에 따라 2~3급 판정자도 보충역으로 처분되어 방위소집대상자로 분류되었다. 방위소집대상자는 기본적으로 보충역 판정자였지만 군소요 지역에 거주하는 현역병 입영 대상자인 경우에도 보충역으로 전환되어 방위병으로 소집되는 경우도 있었다.
KBO 리그에서는 1995년 방위병 제도 폐지 이후에도 그 해 11월까지 유예 기간을 두었고, 이듬해 1996년에 방위/공익근무요원 복무 중인 선수의 출전을 완전히 금지시켰다. 따라서 1996년에도 복무 기간이 남아 있었던 방위 복무 해당자들은 공익근무요원으로 전환하여 복무를 마쳐야 했다.

## 역사
- 1969년 4월 : 내무부(현 행정안전부), 방위병제도와 방위소집제도 시행. 당시 시간제 복무기간이었음(2,920시간. 1일 8시간 기준으로 1년)
- 1971년 7월 : 방위병에 대한 관리권이 내무부에서 국방부로 이관
- 1973년 2월 : 방위병에 대하여 군형법을 적용
- 1974년 5월 : 시간제 복무기간을 일수제 복무기간으로 바꿈(2,920시간 → 365일, 즉 1년. 여기서 일요일과 공휴일은 제외한다.)
- 1980년 10월 : 방위병에 대하여 군형법 대신 군인사법을 적용
- 1982년 10월 1일 : 일수제 복무기간을 월수제 복무기간으로 바꿈(365일 → 1년)과 동시에 복무기간을 종전 1년에서 1년 2개월로 연장. 이 때부터 일요일과 공휴일이 복무기간에 포함됐다.
- 1986년 1월 1일 : 복무기간을 종전 1년 2개월에서 1년 6개월로 연장
- 1993년 1월 1일: 독자(2대 독자 이상, 부선망 독자 또는 부모 중 한사람이 60세 이상인 독자) 사유로 인한 복무기간 단축 제도 폐지 (단, 1972년 12월 31일 이전 출생자는 제외)
- 1994년 12월 31일: 방위소집 제도 폐지, 폐지 다음날(1995년 1월 1일)에 상근예비역 및 공익근무요원 제도 신설, 시행[2]

## 신분
방위병은 군인 신분이며 역종은 보충역이었다. 방위소집대상자는 사단 신병교육대대에서 3주 또는 4주간의 훈련을 받은 다음 군부대, 예비군 중대, 경찰관서, 파출소나 읍·면·동사무소로 출·퇴근 근무 후 복무기간이 만료되면 소집해제가 되었다.

## 계급
방위병의 최종 계급은 현재의 제도와는 다르게 보충역 일등병이 있었다. 또 보충역 상등병인 경우도 있는데 이는 1년 2개월이나 1년 6개월 복무자인 경우이다. 또한 복무기간이 만료되어 소집해제가 된 경우에는 최종 계급, 일등병, 상등병의 실역 복무를 필한 보충역 신분으로 전환된다. 정리하면 6개월 방위복무의 경우 일등병으로 소집해제, 1년 6개월 복무의 경우 상등병으로 소집해제되었으며 후자의 경우는 대학 교련 이수자의 경우 1학년 이수는 13일, 2학년까지 이수는 21일의 복무 단축혜택이 부여되었다. 매우 소수이긴 하나 훈련 강도가 높은 특정 사단의 경우 분대장 요원 선발자에 한해 분대장 교육에 파견되고 최종 계급은 병장이었으며 과거 예비군 명단에 9로 시작하는 방위병 군번에 계급은 병장으로 표기된 경우가 이 경우이다.

## 복무 기간
방위병의 복무기간은 병역법 상에서는 방위소집이 되는 기간이었으며, 그 기간은 2년 내지 3년 이내였다. 그러나 실제 복무기간은 아래와 같았다.
방위병의 복무기간은 1982년과 1986년에 한번 씩 연장되었다.
또한 1992년까지는 현역 대상자를 포함하여 독자 중 2대, 부선망(아버지가 사망한 경우) 또는 부모 1인이 60세 이상인 자의 복무기간은 6개월 이었다.
| 연도            | 복무기간                                                  | 독자(현역 대상자 포함. 2대, 부선망, 부모 1인이 60세 이상)                                                                              |
| --------------- | --------------------------------------------------------- | --- |
| 1969년 ~ 1981년 | 1년(시간제 기준. 1일 8시간으로 총 2,920시간). 일등병 제대 | 6개월 일등병 제대 |
| 1982년 ~ 1985년 | 1년 2개월(월수제 기준). 일등병 제대                       | 6개월 일등병 제대 |
| 1986년 ~ 1992년 | 1년 6개월(마찬가지로 월수제 기준). 상등병 제대            | 6개월 일등병 제대 |
| 1993년 ~ 1994년 | 1년 6개월(마찬가지로 월수제 기준). 상등병 제대            | 독자 사유 복무기간 단축 제도 폐지로 일반인 복무기간과 동일하게 1년 6개월. 그러나 1972년 12월 31일 이전에 출생한 독자는 계속해서 6개월. |

## 현재의 역종과 비교
| 구분             | 현역                                              | 상근예비역                                                        | 보충역 (사회복무요원 등)                                    | 방위병 |
| ---------------- | ------------------------------------------------- | ----------------------------------------------------------------- | ----------------------------------------------------------- | --- |
| 역종             | 현역. 현역 복무 후 예비역                         | 기초군사교육 때만 현역. 이후 남은 기간은 예비역으로 전역하여 복무 | 보충역으로서 기초군사교육과 소집해제 이후 예비군에서도 동일 | 보충역으로서 기초군사교육과 소집해제 이후 예비군에서도 동일                                                                     |
| 신분             | 군인                                              | 군인                                                              | 민간인                                                      | 현역과 같음 |
| 복무기간         | 육군 및 해병 1년 9개월, 해군 1년 11개월, 공군 2년 | 육군, 해병, 해군 모두 1년 9개월                                   | 사회복무요원 기준 2년                                       | 1992년 이전 독자(현역 대상자 포함. 2대, 부선망, 부모 1인이 60세 이상) : 6개월 그 외 : 처음 1년, 그 후 1년 2개월, 이후 1년 6개월 |
| 복무만료 시 계급 | 병장                                              | 병장                                                              | 이등병                                                      | 상등병 |
| 복무형태         | 영내생활                                          | 매일 자택 출·퇴근                                                 | 매일 자택 출·퇴근 또는 합숙(주 당 2일은 휴가)               | 매일 자택 출·퇴근 |
| 비고             |                                                   | 1995년 1월 1일 시행                                               | 1995년 1월 1일 시행                                         | 1994년 12월 31일 폐지됨 |

## 방위병의 병과 등
방위병은 방위소집제도 폐지 이후에 신설된 보충역인 공익근무요원(이후 사회복무요원으로 변경)과 다른 보충역에 해당하는 산업기능요원, 전문연구요원, 예술체육요원 등의 보충역과 달리 소총수 외에도 행정, 운전, 헌병 등 현역과 동일한 병과의 보충역도 있다. 공익요원과 달리 실역 복무이므로 현역병과 동일하게 주특기 부여받았으며,군복에 계급장을 착용하여 복무하였으며 자대 배치시 대부분 100 주특기(소총수)였다. 대부분 전투병으로 배치되어 훈련은 모두 동일하게 받았으며 훈련기간 동안 영내 생활하는 경우도 있었다.

## 방위병 출신자
- 강우석
- 강재형
- 강석현
- 강풀
- 곽경택
- 고명환
- 김광규
- 김광석
- 김구라
- 김동률
- 김민우
- 김상아
- 김상호
- 김성민
- 김성면
- 김성주
- 김수로
- 김승우
- 김C
- 김어준
- 김용건
- 김의환
- 김장훈
- 김정호
- 김제동
- 김주승
- 김준선
- 김진
- 김태형
- 김한석
- 나도야
- 나훈아 (공군 방위)
- 남성진
- 노정렬
- 라재웅
- 류시원
- 박승대
- 박원순
- 박준형
- 방시혁
- 백일섭
- 봉준호
- 서승만
- 서수남
- 손창민
- 송병준
- 송승환
- 송일국
- 송창식
- 설운도
- 신동엽
- 신성균
- 신윤철
- 심신
- 신승훈
- 신해철
- 안재욱
- 안광성
- 야설록
- 엄태웅
- 윤기원
- 윤도현
- 이덕화 (공군 방위)
- 이봉원
- 이승철
- 이완구
- 이영범
- 이인화
- 이정식 (재즈색소폰 연주가)
- 이찬진
- 이청
- 이현세
- 유재석 (이정재와 동기, 마지막 방위)
- 유현재 (투투 원년멤버, 이정재 유재석과 동기, 마지막 방위)
- 이정재 (유재석과 동기, 마지막 방위)
- 이종원
- 이주원
- 임재범
- 임정하
- 임형준
- 전람회
- 전영호 (개그작가)
- 전유성
- 정재환
- 정호근
- 조금산
- 조용필
- 조진수 (잼 멤버)
- 조현찬 (전 015B 멤버)
- 조형곤
- 조형기
- 주찬권
- 지상렬
- 차승원 (6개월 방위)
- 최경주
- 최민수
- 최야성
- 최일도
- 최재성
- 최홍림
- 케이티 김
- 태진아
- 하상훈
- 하청일
- 황기순
- 황치훈
- 황현민 (전 잼 멤버)(기관지 천식이 안 좋아져 4개월 만에 의가사 제대)[8]
- 홍석천
- 홍준표

## 같이 보기
- 대한민국의 병역 제도
- 병역
- 사회복무제도
- 사회복무요원
- 상근예비역
- 예비역
- 대한민국 국군
- 대한민국 육군
- 대한민국 해군
- 대한민국 공군
- 대한민국 해병대